# Hellenische Republik Verwertungsfonds für das öffentliche Privatvermögen
Der Hellenic Republic Asset Development Fund (kurz: HRADF) (griechisch ΤΑΙΠΕΔ: Ταμείο Αξιοποίησης Ιδιωτικής Περιουσίας του Δημοσίου deutsch: Verwertungsfonds für das öffentliche Privatvermögen) ist eine Aktiengesellschaft mit dem griechischen Staat als alleinigem Aktionär und einem Grundkapital in Höhe von 30 Millionen Euro. 
Heute wird der HRADF unter dem Dach des Growthfund geführt und hat seine Vermögenswerte und Aufgaben an diesen übertragen.  

## Geschichte
Der HRADF wurde im Zuge der Griechischen Staatsschuldenkrise am 1. Juli 2011 durch das Gesetz 3986/2011 „Dringende Maßnahmen für die Anwendung des Mittelfristigen Rahmens der Finanzstrategie“ eingerichtet.
Das Board of Directors bestandt im März 2015 aus fünf Mitgliedern und zwei zusätzlichen Beobachtern ohne Stimmrecht der Eurozone und der Europäischen Kommission.
Die Aufgaben der AG sind die Veräußerung, Entwicklung oder Abwicklung aller ihr übertragenen Vermögenswerte (englisch: assets) des Griechischen Staates an private Investoren. Insgesamt sollen staatliche Beteiligungen im Wert von 50 Milliarden Euro privatisiert werden.
Der ursprüngliche Vorsitzende der HRADF, Takis Athanasopoulos, sowie der Generalsekretär des Finanzministeriums, Giorgos Mergos, traten am 9. März 2013 aufgrund von staatsanwaltlichen Ermittlungen wegen des Verdachts auf Untreue in Höhe von 100 Millionen Euro zurück. Nachfolgerin von Mergos sollte Christina Papakonstantinou werden, bisher im Finanzministerium Generalsekretärin für Steuerpolitik. Als neuer Vorsitzender wurde im März 2013 Stelios Stavridis berufen. Im August 2013 bat das Finanzministerium wegen eines Korruptionsverdachts Stavridis um seinen Rücktritt. Im November 2013 wurde Constantinos S. Maniatopoulos als neuer Vorsitzender nominiert. Der 72-Jährige arbeitete als Generaldirektor für Energie in der Europäischen Kommission und war CEO von OLP. OLP betreibt den größten Hafen Griechenlands, den Hafen von Piräus.
Im Februar 2015 hatten Paschalis Bouchoris die Position des CEOs und Emmanuel Kondylis die des Vorsitzenden inne.
Die griechische Regierung unter Alexis Tsipras wechselte im März 2015 die Mitglieder des Board of Directors komplett aus. Seitdem sind Stergios Pitsiorlas (Chairman) und Antonios Leousis (CEO) die führenden Mitglieder im HRADF Board of Directors.

## Die Vermögenswerte
Alle vom Staat an den HRADF übertragenen Vermögenswerte können nicht mehr zurück übertragen werden.
Die Vermögenswerte gehören drei Kategorien an:
- Immobilien (real estates)
- Firmenanteile (shares)
- Rechte (rights)

Zu den Vermögenswerten im Portfolio des HRADF gehören unter anderem:

| Asset | Kategorie                                                                         |
| --- | --------------------------------------------------------------------------------- |
| 35 Immobilien | Immobilienverkauf                                                                 |
| Athens International Airport S.A. | Verkauf von Gesellschaftsanteilen                                                 |
| Hellenic Petroleum (HELPE) (Raffineriebetreiber) | Verkauf von Firmenanteilen                                                        |
| ODIE (Hellenic Horse Racing) Pferdewettrennenveranstalter | Verkauf von Gesellschaftsanteilen                                                 |
| Ellinikon Flughafengelände | Verlängerung des bestehenden Vertrages für 20 Jahre und Verkauf von Firmenanteile |
| LARCO Nickel-Bergbaugesellschaft | Verkauf von Gesellschaftsanteilen                                                 |
| Athener Wasserversorgungs- und Abwassergesellschaft (EYDAP) | Verkauf von Gesellschaftsanteilen                                                 |
| Wasserversorgungs- und Abwassergesellschaft von Thessaloniki (EYATH) | Verkauf von Gesellschaftsanteilen                                                 |
| OLP Hafen von Piräus | Verkauf von Gesellschaftsanteilen                                                 |
| OLTH Hafen von Thessaloniki | Verkauf von Gesellschaftsanteilen                                                 |
| OTE Telefongesellschaft | Verkauf von Gesellschaftsanteilen                                                 |
| Vier Airbus Flugzeuge | Verkauf von Gesellschaftsanteilen                                                 |
| DEPA / DEFSA Gasversorger | Verkauf von Gesellschaftsanteilen                                                 |
| PPC (DEI) Energieversorger | Verkauf von Gesellschaftsanteilen                                                 |
| International Broadcast Centre (IBC) | Verkauf von Firmenanteile, Verkauf der Immobilie in Athen                         |
| EAS – Hellenic Defence Systems Rüstungskonzern | Verkauf von Gesellschaftsanteilen                                                 |
| ELBO Fahrzeughersteller | Verkauf von Gesellschaftsanteilen                                                 |
| Hellenic Motorways Fünf Autobahnen | Verkauf von Betriebsrechten                                                       |
| Egnatia Ave Autobahn | Verkauf von Betriebsrechten                                                       |
| Hellenic Football Prognostics Organisation (OPAP) | Verkauf von Firmenanteile                                                         |
| ALPHA Bank | Verkauf von Gesellschaftsanteilen                                                 |
| National Bank of Greece | Verkauf von Gesellschaftsanteilen                                                 |
| Piraeus Bank | Verkauf von Gesellschaftsanteilen                                                 |
| Erdgasspeicher im Süden von Kavala | Verkauf von Rechten                                                               |
| Griechische Lotterie | Verkauf von Lizenzen                                                              |
| Staatliche Glücksspielgesellschaft Hellenic Football Prognostics Organisation (OPAP) (Sport-)Wettanbieter | Verlängerung des bestehenden Vertrages                                            |
| 39 regionale Flughäfen und Flugplätze | Verkauf von Betriebsrechten                                                       |
| „Mobile Spectrum“ Digitale Dividende | Verkauf von Rechten                                                               |
| „Mobile Telephony Frequencies“ | Rechte / Verkauf von Gesellschaftsanteilen                                        |
| Hellenic Post (ELTA) | Verkauf von Gesellschaftsanteilen                                                 |
| zehn Häfen | Stimmrechte                                                                       |
| Erwartete Einnahmen: 1. Gesamt: 50 Milliarden Euro Davon entfallen geschätzte 26 Milliarden Euro auf staatliche Unternehmen, Rechte und Lizenzen sowie geschätzte 20 bis 28 Milliarden Euro auf circa 81.000 Immobilien.:149 |                                                                                   |

## Erwartete Erlöse
Die Troika rechnete mit einem zügigen Verkauf der staatlichen Beteiligungen. Im Frühling 2011 ging das Occasional Paper 82 der Europäischen Kommission davon aus, dass bis Ende 2015 Beteiligungen im Wert von 50 Milliarden Euro privatisiert werden.:33
Bereits im Oktober 2011 korrigierte das Experten-Team der Europäischen Kommission im Occasional Paper 87 die kumulierten Erlöse durch Privatisierungen für die Jahre 2011 bis 2013 nach unten. Festgehalten wurde an dem Ziel, bis Ende 2015 durch die Beteiligungen Erlöse in Höhe von 50 Milliarden Euro zu generieren.:33
Nachdem Ende 2011 Beteiligungen im Wert von insgesamt 1,558 Mrd. Euro erlöst wurden, änderte die Europäische Kommission ihre Erwartungshaltung erneut. Für Ende 2015 wurden nun noch 19 Mrd. Euro an Erlöse erwartet. Zu welchem Zeitpunkt die 50 Milliarden Euro erlöst sein werden, ließ das Experten-Team im Occasional Paper 94 offen.:32

### Dezember 2012
Seit der Gründung des HRADF wurden jede Menge Vorbereitungen zur Privatisierung von staatlichen Beteiligungen vorgenommen. Dazu zählt die Berufung von technischen, finanziellen und rechtlichen Beratern ebenso wie Absprachen und Kommunikation mit dem Management der betroffenen Firmen und den Ministerien. Unternehmen wurden restrukturiert, der Status staatlicher Hilfen und Freigaben geklärt sowie die Freigabe von Rechten und andere Regularien geregelt. Diese positive Entwicklung wurde durch fehlende politische Entscheidungen unterbrochen. Die unklare politische (Stichwort: Neuwahlen) und finanzielle Situation Griechenlands verursachte diese Unterbrechung von April bis Juli 2012. Die Regierung konnte die selbst gesteckten Ziele bezüglich der Privatisierung nicht erreichen. Durch ein neues Management und die Umsetzung von 38 von 89 Arbeitspaketen (government actions) ab September 2012 hat der Privatisierungsprozess wieder an Fahrt gewonnen.:33
| 2012 | 0,1  |
| 2013 | 2,6  |
| 2014 | 4,5  |
| 2015 | 6,5  |
| 2016 | 8,5  |
| 2017 | 10,9 |
| 2018 | 14,2 |
| 2019 | 17,8 |
| 2020 | 22,0 |
| … | …    |
| 20?? | 50   |
| Bemerkungen: 1. Insgesamt sollen staatliche Beteiligungen im Wert von 50 Milliarden Euro privatisiert werden. 2. Für mehr Informationen siehe Publications of the Directorate General for Economic and Financial Affairs |      |

## Abgeschlossene Transaktionen
Folgende Transaktionen trugen zu Erlösen für den griechischen Staat im Rahmen seiner Privatisierungsbemühungen bei:
| Asset | Datum               | Verkaufter Anteil (in %) | Verbleibende Anteile im Besitz des griechischen Staates (in %) | Einnahmen (in Mio. EUR) | Einnahmen kumuliert seit 2011 (in Mio. EUR) | Noch ausstehende Einnahmen (in Mio. EUR) |
| --- | ------------------- | ------------------------ | -------------------------------------------------------------- | ----------------------- | ------------------------------------------- | ---------------------------------------- |
| OTE (share sale) | Juli 2011           | 10                       | 4                                                              | 392                     | 392                                         | -                                        |
| OPAP 1 (license extension 2020–2030) | Oktober 2011        | -                        | -                                                              | 375                     | 767                                         | 85                                       |
| OPAP 2 (sale of new license for VLTs) | Oktober 2011        | -                        | -                                                              | 474                     | 1.241                                       | 86                                       |
| Mobile Telephony Spectrum (license extension) | Dezember 2011       | -                        | -                                                              | 317                     | 1.558                                       | -                                        |
| Four Airbus planes (sale) | Februar u März 2012 | -                        | -                                                              | 32                      | 1.590                                       | -                                        |
| International Broadcast Centre (IBC) (sale) | Dezember 2012       | -                        | -                                                              | 69                      | 1.659                                       | 12                                       |
| DEPA/DEFSA (sale) | März 2013           | -                        | -                                                              | -                       | -                                           | -                                        |
| Ellinikon (sale) | Dezember 2013       | -                        | -                                                              | -                       | -                                           | -                                        |
| Hinweise: 1. Insgesamt wurden bis Ende 2011 staatliche Beteiligungen im Wert von 1,558 Milliarden Euro privatisiert. 2. Einen detaillierten Fahrplan über den Verkauf der Beteiligungen findet sich in der Abhandlung „The Second Economic Adjustment Programme for Greece – First Review December 2012.“ auf Seite 35:35 |                     |                          |                                                                |                         |                                             |                                          |

Am 30. Juli 2013 wurde eine 12-Jahres-Konzession der staatlichen Lotterie an das Konsortium Hellenic Lotteries SA vergeben. Die Vereinbarung sieht eine Einmalzahlung von 190 Mio. EUR sowie garantierte Minimaleinnahmen von 580 Mio. EUR in zwölf Jahren vor. Insgesamt nimmt Griechenland mindestens 770 Millionen EUR in 12 Jahren ein.
Am 25. November 2014 wurde die Fraport AG als bevorzugter Bieter für die insgesamt 14 Regionalflughäfen in Griechenland erklärt. Fraports Angebot sieht eine Einmalzahlung in Höhe von 1,234 Milliarden EUR plus eine jährliche Gebühr in Höhe von 22,9 Mio. EUR vor.
Im Sommer 2017 erfolgte eine Teilprivatisierung des Modiano-Marktes in Thessaloniki durch Verkauf eines Anteils an die Fais Group, die nach und nach 57 % erwarb. Die Fais Group führte eine Sanierung für 6,5 Millionen Euro durch und nutzte dafür unter anderem ein Darlehen der Europäischen Investitionsbank.